# Vojislava
Vojislava je žensko osebno ime.

## Izvor imena
Ime Vojislava je različica ženskega osebnega imena Vojka.

## Pogostost imena
Po podatkih Statističnega urada Republike Slovenije je bilo na dan 31. decembra 2007 v Sloveniji število ženskih oseb z imenom Vojislava: 17.

## Osebni praznik
V koledarju je ime Vojislava zapisano pri imenu Vojka.